# Independent Spirit Awards 2021
La cerimonia di premiazione della 36ª edizione degli Independent Spirit Awards si è tenuta il 22 aprile 2021 a Santa Monica, in California.
Le candidature sono state annunciate note il 26 gennaio 2021.

## Vincitori e candidati
I vincitori sono indicati in grassetto, a seguire gli altri candidati in ordine alfabetico.

### Miglior film
- Nomadland, regia di Chloé Zhao
- First Cow, regia di Kelly Reichardt
- Ma Rainey's Black Bottom, regia di George C. Wolfe
- Mai raramente a volte sempre (Never Rarely Sometimes Always), regia di Eliza Hittman
- Minari, regia di Lee Isaac Chung

### Miglior film d'esordio
- Sound of Metal, regia di Darius Marder
- The 40-Year-Old Version, regia di Radha Blank
- I Carry You with Me, regia di Heidi Ewing
- Miss Juneteenth, regia di Channing Godfrey Peoples
- Nine Days, regia di Edson Oda

### Miglior regista
- Chloé Zhao - Nomadland
- Lee Isaac Chung - Minari
- Emerald Fennell - Una donna promettente (Promising Young Woman)
- Eliza Hittman - Mai raramente a volte sempre (Never Rarely Sometimes Always)
- Kelly Reichardt - First Cow

### Miglior attrice protagonista
- Carey Mulligan - Una donna promettente (Promising Young Woman)
- Nicole Beharie - Miss Juneteenth
- Viola Davis - Ma Rainey's Black Bottom
- Sidney Flanigan - Mai raramente a volte sempre (Never Rarely Sometimes Always)
- Julia Garner - The Assistant
- Frances McDormand - Nomadland

### Miglior attore protagonista
- Riz Ahmed - Sound of Metal
- Chadwick Boseman - Ma Rainey's Black Bottom
- Adarsh Gourav - La tigre bianca (The White Tiger)
- Rob Morgan - Bull
- Steven Yeun - Minari

### Miglior attrice non protagonista
- Han Ye-ri - Minari
- Alexis Chikaeze - Miss Juneteenth
- Valerie Mahaffey - Fuga a Parigi (French Exit)
- Talia Ryder - Mai raramente a volte sempre (Never Rarely Sometimes Always)
- Yoon Yeo-jeong - Minari

### Miglior attore non protagonista
- Paul Raci - Sound of Metal
- Colman Domingo - Ma Rainey's Black Bottom
- Orion Lee - First Cow
- Glynn Turman - Ma Rainey's Black Bottom
- Benedict Wong - Nine Days

### Miglior sceneggiatura
- Emerald Fennell - Una donna promettente (Promising Young Woman)
- Lee Isaac Chung - Minari
- Eliza Hittman - Mai raramente a volte sempre (Never Rarely Sometimes Always)
- Mike Makowsky - Bad Education
- Alice Wu - L'altra metà (The Half of It)

### Miglior sceneggiatura d'esordio
- Andy Siara - Palm Springs - Vivi come se non ci fosse un domani (Palm Springs)
- Kitty Green - The Assistant
- Noah Hutton - Lapsis
- Channing Godfrey Peoples - Miss Juneteenth
- James Sweeney - Straight Up

### Miglior fotografia
- Joshua James Richards - Nomadland
- Jay Keitel - She Dies Tomorrow
- Shabier Kirchner - Bull
- Michael Latham - The Assistant
- Hélène Louvart - Mai raramente a volte sempre (Never Rarely Sometimes Always)

### Miglior montaggio
- Chloé Zhao - Nomadland
- Andy Canny - L'uomo invisibile (The Invisible Man)
- Scott Cummings - Mai raramente a volte sempre (Never Rarely Sometimes Always)
- Merawi Gerima - Residue
- Enat Sidi - I Carry You with Me

### Miglior documentario
- Crip Camp - Disabilità rivoluzionarie (Crip Camp), regia di Nicole Newnham e Jim LeBrecht
- El agente topo, regia di Maite Alberdi
- Colectiv, regia di Alexander Nanau
- Dick Johnson Is Dead, regia di Kirsten Johnson
- Time, regia di Garrett Bradley

### Miglior film straniero
- Quo vadis, Aida?, regia di Jasmila Žbanić (Bosnia ed Erzegovina)
- Bacurau, regia di Kleber Mendonça Filho e Juliano Dornelles (Brasile)
- The Disciple, regia di Chaitanya Tamhane (India)
- La Nuit des rois, regia di Philippe Lacôte (Costa d'Avorio)
- Preparativi per stare insieme per un periodo indefinito di tempo (Felkészülés meghatározatlan ideig tartó együttlétre), regia di Lili Horvát (Ungheria)

### Premio Robert Altman
- Quella notte a Miami... (One Night in Miami), regia di Regina King

### Premio John Cassavetes
- Residue, regia di Merawi Gerima
- The Killing of Two Lovers, regia di Robert Machoian
- La leyenda negra, regia di Patricia Vidal Delgado
- Lingua franca, regia di Isabel Sandoval
- Saint Frances, regia di Alex Thompson

### Producers Awards
- Gerry Kim
- Kara Durrett
- Lucas Joaquin